# Полетаево I (станция)
Полета́ево I — узловая железнодорожная станция Челябинского региона Южно-Уральской железной дороги, расположена в посёлке Полетаево Сосновского района Челябинской области, в 15 км от города Челябинска, на историческом пути Транссиба.
Используется для грузовых и пассажирских перевозок. От станции отходит электрифицированная однопутная ветка на станцию Еманжелинск.

## История
Открыта в 1892 году при продлении Самаро-Златоустовской железной дороги на восток до Челябинска. В 1945 электрифицирована в составе участка Челябинск — Златоуст. C 1948 обслуживается пригородными электропоездами — первая электричка из Челябинска была направлена именно в Полетаево.

## Пригородное следование по станции
| Поездов в день | Станция назначения | Поездов в день | Станция назначения |
| 2              | Златоуст           | 6 (7 будн.)    | Челябинск          |
| 4              | Миасс I            |                |                    |
| -------------- | ------------------ | -------------- | ------------------ |